# 堂郎語
堂郎語，語言使用者自稱「tʰo55lo33 zɑ33」，是彝語支下的一種語言，使用於雲南省麗江市玉龍納西族自治縣太安乡红麦村、水井村等數個村落。堂郎語長時間和白語接觸，也被納西語不小的影響。堂郎語者自稱自己的語言為tʰo42 lo42。
堂郎語在當地的學校中有教授。

## 名稱
下列的名稱皆和此族群／語言有關：
- 自稱：tʰo42 lo42 zɑ33（吐鲁沙）
- 鶴慶縣人對其稱呼：堂郎子
- 那鲁 (黑话) 他稱: 麽些
- 剑川县人對其稱呼：tʰo31 lo31 χo33
- 丽江县坝区人對其稱呼： tʰo33 le33 dʌ31
- 南山對其稱呼: lu55 lu33